# Hyundai Coupe
La Hyundai Coupe è un'autovettura con carrozzeria sportiva due porte coupé prodotta dalla casa automobilistica coreana Hyundai Motor Company a partire dal 1996. Nata come erede del modello S-Coupé in molti paesi è stata venduta sotto la denominazione Tiburon e Tuscani.
Prodotta in due distinte generazioni è uscita di produzione nel 2009 ma la sua erede è stata annunciata ufficialmente durante la presentazione della concept car Hyundai Veloster, modello che avrebbe anticipato la terza generazione della popolare coupé di casa Hyundai molto apprezzata in Asia e Stati Uniti d'America.

## Prima serie (1996-2001)
La prima serie di Hyundai Coupé vide la luce nel 1996 ma il progetto iniziale venne elaborato già nel 1994. Una macchina differente dall'abituale design del periodo nasce come compromesso tra prezzo, qualità e prestazioni. È un modello indirizzato prevalentemente alla nuova generazione poiché ha una linea sportiva e dispone di motori abbastanza potenti a prezzi accessibili. Sviluppata sulla piattaforma della Hyundai Elantra utilizza sospensioni anteriori e posteriori a ruote indipendenti con schema MacPherson.
A causa della trazione anteriore i tecnici Hyundai decisero di garantire elevate prestazioni grazie all'adozione di motorizzazioni riviste e potenziate rispetto agli analoghi propulsori adottati dalla Elantra; infatti per i mercati asiatici e americani il modello base era equipaggiato con un 1.8 16V benzina a 4 cilindri capace di 131 cavalli con cambio manuale a 5 rapporti mentre la versione di punta era equipaggiata con un più grande 2.0 sempre 4 cilindri 16V da 142 cavalli abbinato sia a un cambio manuale a 5 rapporti che a un automatico a 4.
In Europa la Hyundai Coupé adottava come motore base un 1.6 16V capace di 114 cavalli mentre il motore di punta era il 2.0 16V disponibile con 139 cavalli. Il cambio era manuale a 5 rapporti mentre in alcuni paesi era disponibile anche l'automatico a 4 marce. Di serie proponeva ABS, airbag frontali, servosterzo, climatizzatore manuale, alzacristalli elettrici e retrovisori elettrici.

### Restyling 2000

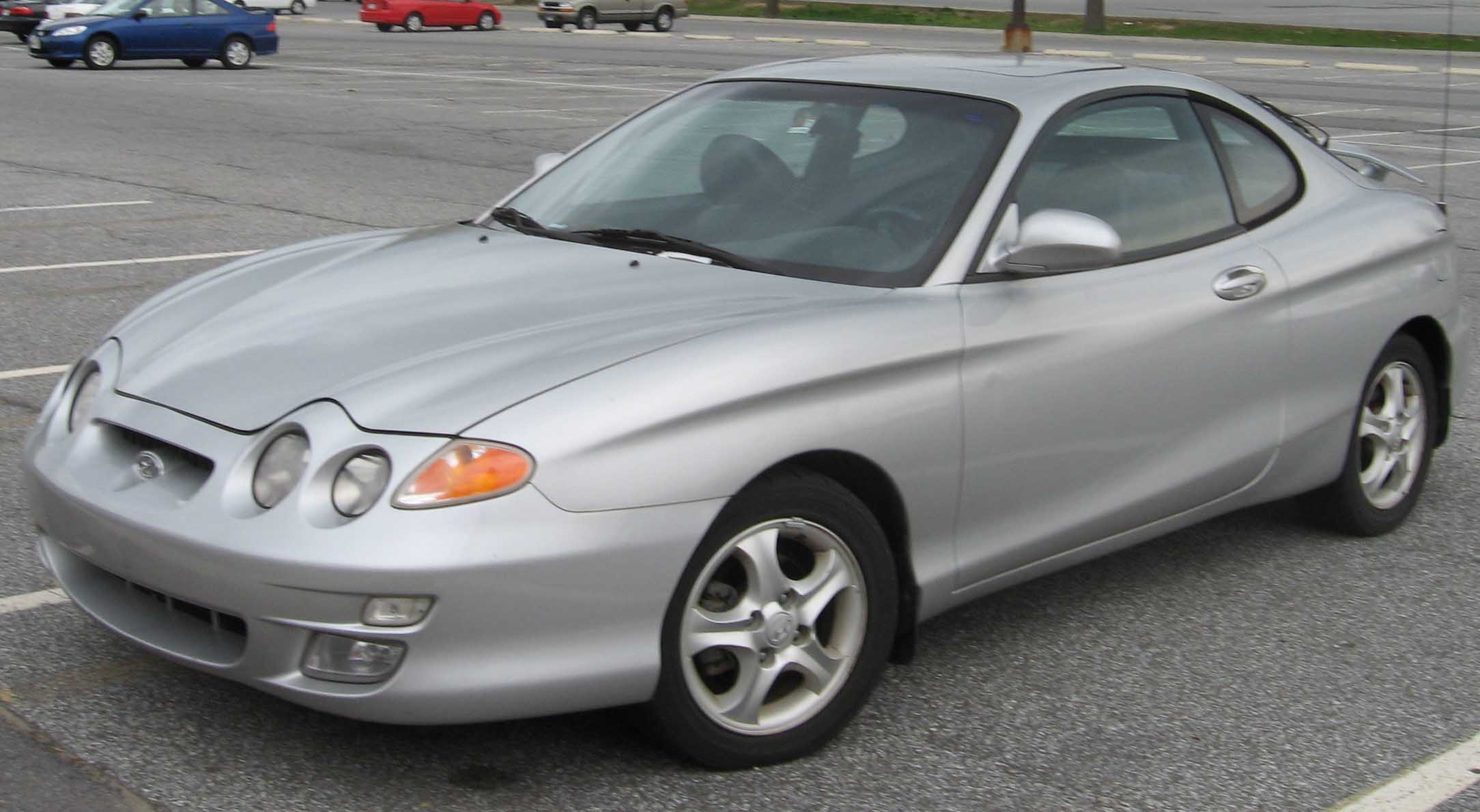
Hyundai Coupe restyling 2000

Il restyling venne presentato nel 2000. I principali cambiamenti si concentravano nel frontale grazie all'adozione dell'inedita fanaleria circolare sdoppiata e alle nuove frecce di colore arancio. Nuova la mascherina e il paraurti dotato d'inedite prese d'aria e nervature, variato anche il posteriore con un sedere più alto e un nuovo gruppo ottico. Il nuovo aspetto estetico rese questo modello il più apprezzato delle 3 versioni realizzate. Le sospensioni vennero irrigidite per adattarsi al meglio alle esigenze della clientela europea.
I motori omologati Euro 3 sono stati rivisti sotto il profilo delle emissioni nocive ma il 1.6 16V viene depotenziato di 9 cavalli passando dai 114 originari a 105 cavalli riducendo le prestazioni e i consumi (solo nei modelli venduti nell'ultimo trimestre di vita di questo modello).
In Asia la vettura veniva venduta come Hyundai Tiburon Turbolence mentre in America come Tiburon. Questa versione ristilizzata è nota anche come Progetto RD2 all'interno della casa.
Uscita di produzione nel 2001 è stata assemblata presso gli stabilimenti sud coreani di Asan di proprietà della Hyundai.
Questa serie è nota all'interno dei progetti di casa Hyundai come Progetto RD.

### Motorizzazioni
| Modello      | Disponibilità       | Motore                       | Cilindrata cm³ | Coppia massima          | Potenza         | 0–100 km/h (secondi) | Velocità max (Km/h) | Consumo medio (Km/l) |
| 1.6i 16V 105 | dal 2000            | 4 cilindri in linea, Benzina | 1.599          | 140 N·m @4.500 giri/min | 79 kW (105 CV)  | 11,8                 | 185                 | 13,3                 |
| 1.6i 16V 114 | dal debutto al 2000 | 4 cilindri in linea, Benzina | 1.599          | 143 N·m @4.500 giri/min | 85 kW (114 CV)  | 9,9                  | 193                 | 13,9                 |
| 1.8i 16V 131 | non importato       | 4 cilindri in linea, Benzina | 1.789          | 171 N·m @4.200 giri/min | 96 kW (131 CV)  | 9,0                  | 200                 | -                    |
| 2.0i 16V 139 | dal debutto         | 4 cilindri in linea, Benzina | 1.975          | 180 N·m @4.800 giri/min | 102 kW (139 CV) | 8,6                  | 200                 | 11,4                 |
| 2.0i 16V 142 | non importato       | 4 cilindri in linea, Benzina | 1.975          | 180 N·m @4.800 giri/min | 104 kW (142 CV) | 7,5                  | 210                 | 11,2                 |

## Seconda serie (2001-2009)
La seconda generazione ha debuttato nel 2001 e ha segnato una svolta nei listini della gamma Hyundai. Il design più spigoloso introduce il nuovo family feeling che sarà trasmesso anche alle restanti vetture, mentre il telaio di base totalmente nuovo sarà condiviso nuovamente con l'Elantra e i Suv Hyundai Tucson e Kia Sportage. Le sospensioni sfruttano l'architettura MacPherson all'avantreno e Multilink al retrotreno.
Il frontale è caratterizzato da una presa d'aria di notevoli dimensioni posizionata verso il basso, la fiancata è segnata dalle nervature laterali poste nei parafanghi che terminano nella coda. Quest'ultima presenta un leggero accenno di spoiler e nuovi fari di colore rosso e arancio.
Gli interni, rispetto al passato, sono realizzati con plastiche di discreta qualità mentre molti passi avanti sono stati eseguiti nell'assemblaggio. Numerosi gli accessori, tra i quali spicca il climatizzatore a controllo automatico dotato di schermo LCD. La dotazione comprende accessori come gli airbag frontali e laterali, servosterzo, ABS, retrovisori elettrici, cerchi in lega e volante multifunzione

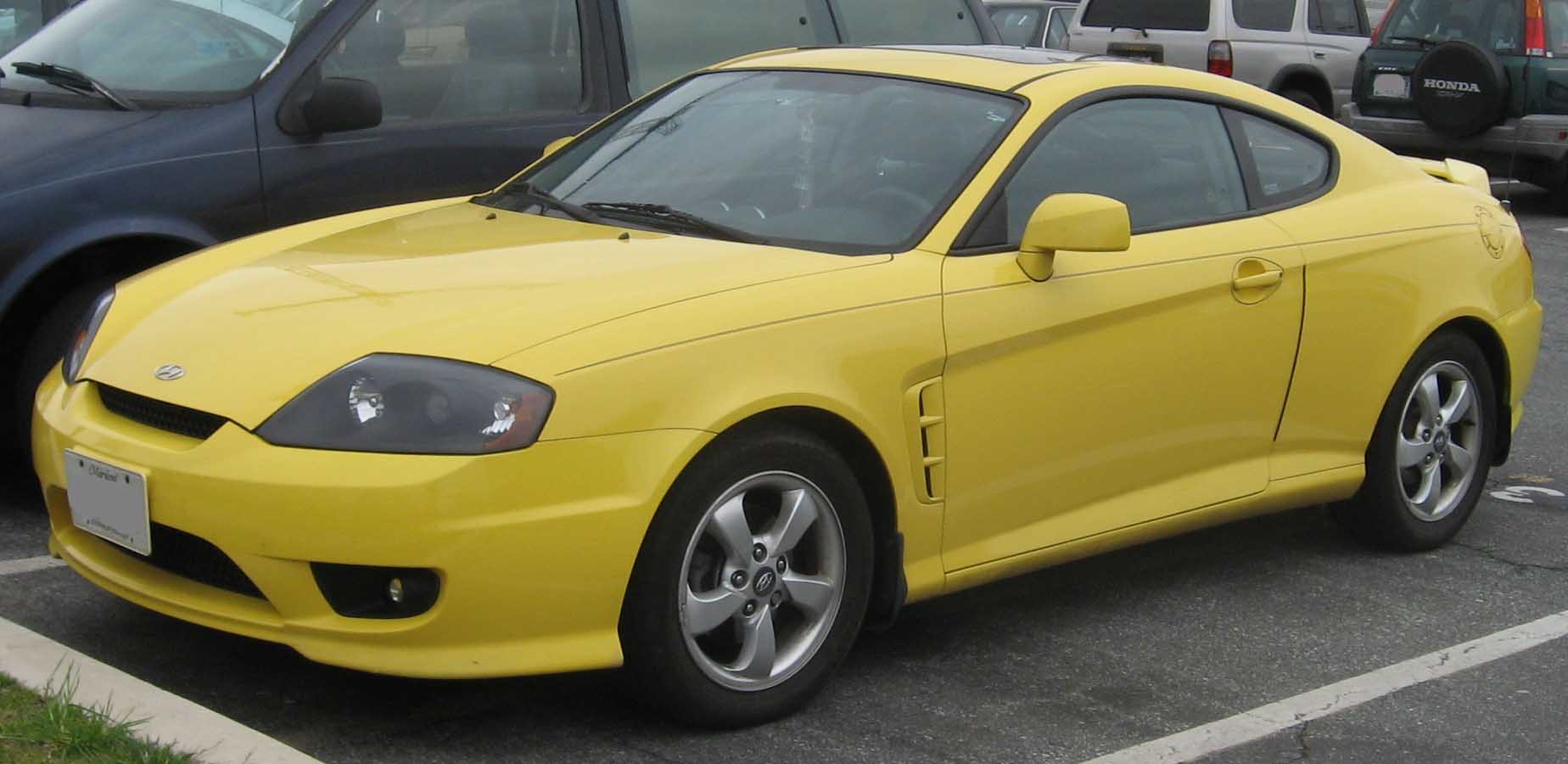
Hyundai Coupe restyling 2005

### Restyling
Un primo aggiornamento venne proposto nel 2005 in cui la Hyundai mise a disposizione per la Coupe dei nuovi cerchi in lega leggera, nuovi paraurti anteriori e nuova fanaleria anteriore imbrunita. Il motore 2.0 CVVT venne potenziato a 143 cavalli. Introdotte anche nuove minigonne laterali.

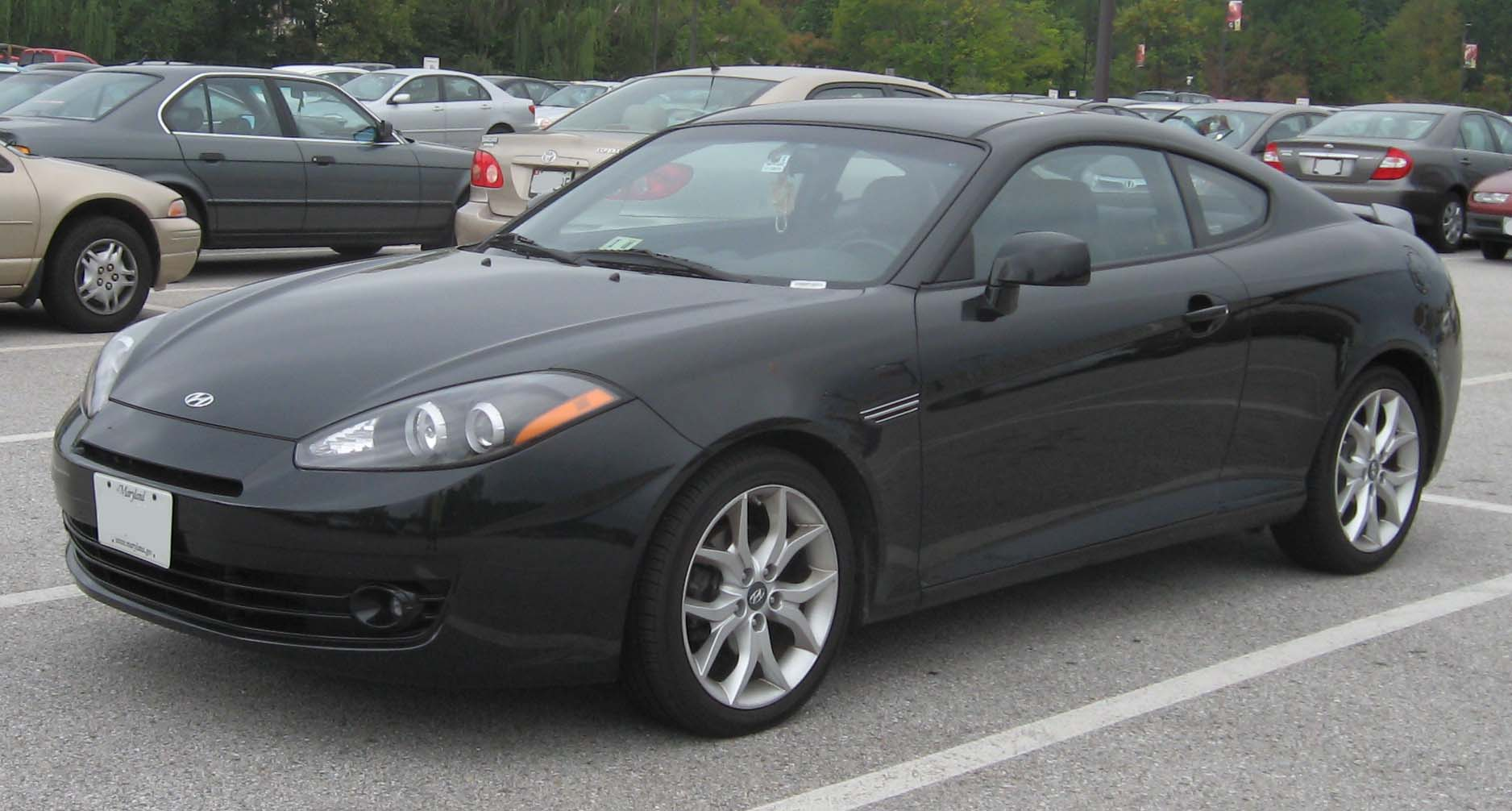
Hyundai Coupe restyling 2007

Presentato al Salone dell'automobile di Parigi nel 2006 venne posto in vendita nel 2007 un secondo aggiornamento che modificò pesantemente il frontale; nuovi fari, mascherina e paraurti, fiancata ridisegnata e fanaleria posteriore completamente inedita. Tra i motori il 2.7 V6 venne depotenziato a 164 cavalli ma è stato rivisto sotto il profilo dei consumi (leggermente ridotti). Tra la dotazione venne introdotto il controllo elettronico della stabilità e della trazione.
Nota come Progetto GK è stata prodotta a Ulsan in Corea del Sud fino al 2009.

### Motorizzazioni
Tra i motori debuttano i nuovi 4 cilindri a benzina dotati di fasatura variabile della valvole (CVVT) nelle cubature da 1,6 e 2,0 litri mentre una vera e propria esclusiva è stata l'introduzione del motore 2.7 V6 capace di 167 cavalli destinato prevalentemente alla clientela americana ma importato anche in Italia. Il cambio dei motori 1.6 e 2.0 CVVT è un manuale a 5 rapporti mentre per il 2.7 è disponibile il manuale a 6 rapporti. Tra gli optional figura la nuova trasmissione automatica sequenziale H-Matic a 4 rapporti con convertitore di coppia abbinabile al 2.0 CVVT. La potenza viene trasmessa alle ruote motrici anteriori.
| Modello        | Disponibilità       | Motore                       | Cilindrata cm³ | Coppia massima          | Potenza         | 0–100 km/h (secondi) | Velocità max (Km/h) | Consumo medio (Km/l) |
| 1.6 16V 105    | dal debutto         | 4 cilindri in linea, Benzina | 1.599          | 140 N·m @4.000 giri/min | 77 kW (105 CV)  | 11,6 (11,9 dal 2007) | 185                 | 13,1                 |
| 2.0 16V 139    | dal debutto al 2005 | 4 cilindri in linea, Benzina | 1.975          | 184 N·m @4.500 giri/min | 102 kW (139 CV) | 9,2                  | 206                 | 11,9                 |
| 2.0 16V 143    | dal 2005            | 4 cilindri in linea, Benzina | 1.975          | 188 N·m @4.500 giri/min | 105 kW (143 CV) | 9,3                  | 208                 | 12,5                 |
| 2.7 V6 24V 164 | dal 2007            | 6 cilindri a V, Benzina      | 2.656          | 245 N·m @3.800 giri/min | 121 kW (164 CV) | 8,4                  | 220                 | 10,1                 |
| 2.7 V6 24V 167 | dal debutto al 2007 | 6 cilindri a V, Benzina      | 2.656          | 245 N·m @3.800 giri/min | 123 kW (167 CV) | 8,2                  | 220                 | 9,6                  |

## Attività sportiva
La Coupé di prima generazione è stata impiegata in svariati eventi rellistici riservati alle Kit Car. Per potervi partecipare, i vari modelli, che erano denominati F2 Evo II, furono preparati con la dotazione di sicurezza standard prescritta dalla FIA.